# Ателас
Ателас је измишљена биљка из измишљеног света Средња земља, који је осмислио творац трилогије „Господар прстенова“ Џон Роналд Руел Толкин.
Међу многим причама у „Црвеној књизи Западне Међе“ забележен је део сивовилењачког стиха који се односи на лековиту биљку ателас. Значење стиха се с прохујалим Добима изгубило и постало неразумљиво за све, осим за најмудрије од Људи, иако је до времена Рата Прстена она остала народни лек за лакше телесне бољке.
У страшним данима тог рата Арагорн II, син Араторнов, који је био прави потомак краљева Нуменора одакле је потицала та чаробна шумска биљка, стигао је у краљевство Гондор. Приповеда се у причама да је Арагорн, који је имао исцелитељске руке тих краљева, смрвио дуголисту биљку и бацио је у казане кипуће воде и ослободио њену истинску моћ. Миомирис воћњака, хладноћа планинског снега и светлост дрхтаве звезде продирали су у мрачне собе где су лежале жртве затрованих рана и црне магије, све док се они нису поново покренули оживевши и подмладивши се, а дугачак транс који их је држао под својим утицајем се прекинуо пре но што је стигао да их доведе до несрећне смрти.
Тако су ателас Људи назвали „краљолист“, а то што га је употребио један истински краљ Нуменора био је знак да ће ускоро доћи крај највећем злу, Мордору, који је био претња свима који су насељавали Средњу земљу. На високовилењачком језику ова биљка је названа Асеа Аранион, „лист краљева“, због посебних моћи које је поседовала у рукама краљева Нуменора.